# نورمان هولتر
نورمان هولتر (بالإنجليزية: Norman Holter)‏ هو أحيائي وكيميائي ومخترِع وفيزيائي أمريكي، ولد في 1 فبراير 1914 في هيلينا في الولايات المتحدة، وتوفي بنفس المكان في 21 يوليو 1983.